# Lethe debata
Lethe debata är en fjärilsart som beskrevs av Hans Fruhstorfer 1911. Lethe debata ingår i släktet Lethe och familjen praktfjärilar. Inga underarter finns listade i Catalogue of Life.